# Horns (dialectgroep)
Het Horns (Limburgs: Häörs) is een groep Limburgse dialecten volgens de indeling van het Woordenboek van de Limburgse Dialecten (WLD). Het wordt  gesproken in een aantal dorpen gelegen tussen Maaseik en Weert, in de gemeenten Weert, Leudal, Maasgouw en Kinrooi. Het Horns hoort bij het Centraal-Limburgs en ligt dan ook ten westen van de Panninger linie.
Het dialect van Horn zelf behoort niet tot de deze dialectgroep, maar tot die van het Noordelijk Oost-Limburgs, dit komt doordat de dialectgroep vernoemd is naar het Graafschap Horn en niet naar de plaats Horn. Het taalgebied van het Horns ligt tussen de Panninger linie en de Panninger zijlinie. Daardoor zegt men stad en sjoeël, en niet sjtad (zoals in bijvoorbeeld Roermond) en schoeël (zoals in bijvoorbeeld Weert).

## Gebied
Het Horns wordt gesproken in de volgende dorpen: Leveroy, Swartbroek, Kelpen-Oler, Tungelroy, Ell, Stramproy, Haler, Hunsel, Ittervoort, Neeritter, Grathem, Thorn, Wessem, Stevensweert, Kinrooi, Molenbeersel, Kessenich en Ophoven.
De Hornse dialecten worden voornamelijk gesproken in het historische gebied van de 'Drie Eijghen'.

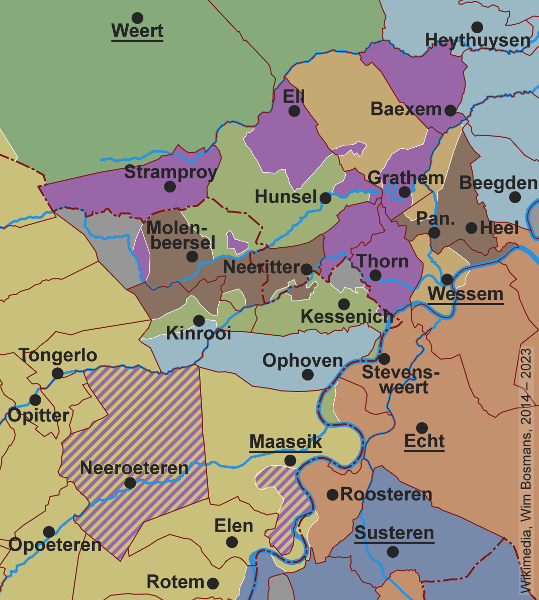
De historische Drie Eigen:
Het abdijvorstendom Thorn
De rijksheerlijkheid Kessenich
Het Luiks vrijdorp Neeritter

Tongerlands · Bilzerlands · Maaskempens · Trichterlands · Weertlands · Horns · Centraal-Maaslands